# Troupes de défense aérienne des forces terrestres russes
Les troupes de défense aérienne des forces terrestres russes (en russe : Войска́ противовозду́шной оборо́ны Сухопутных войск Российской Федерации, « forces de défense aérienne des forces terrestres de la fédération de Russie » ; abrégé ПВО СВ en russe, qui se transcrit PVO SV) est une composante des forces terrestres russes, destinée à couvrir les troupes et les installations contre les moyens d'attaque aérienne adverses. Ils sont chargés de la lutte antiaérienne, participant en plus à la défense antimissile sur les théâtres d'opérations. Il ne faut pas confondre ces unités avec celles qui dépendent des forces aérospatiales russes (celles-ci comprenant depuis 2015 les forces aériennes et les forces spatiales, avec ses propres troupes de défense antiaérienne et antimissile, les Voïska PVO intégrées en 1998).
Sur le plan organisationnel, les troupes de défense aérienne se composent d'organismes de contrôle militaire, de points de commandement AD, de systèmes antiaériens et de formations radiotechniques, d'unités militaires et de subdivisions, le tout intégré au sein des grandes unités de l'Armée de terre. Ils sont capables de détruire les moyens d'attaque aérienne ennemis à n'importe quelle altitude (extrêmement basses jusqu'à 200 m, petites de 200 à 1 000 m, moyennes de 1 000 à 4 000 m, grandes de 4 000 à 12 000 m, et en stratosphère à plus de 12 000 m) et quelles que soient les vitesses de vol.
Les formations, les unités militaires et les subdivisions des troupes de défense aérienne sont équipées de missiles anti-aériens, d'artillerie anti-aérienne, de systèmes de canons et de missiles anti-aériens et de systèmes de missiles anti-aériens portables différents sur la capacité de portée, canal-capacité et moyens de guidage des missiles. Selon la portée de destruction des cibles aériennes, elles sont divisées en systèmes de très courte portée (jusqu'à 10 km), de courte portée (jusqu'à 30 km), de moyenne portée (jusqu'à 100 km) et de longue portée (de plus de 100 kilomètres).

## Organisation
Une partie des unités antiaériennes forme les brigades de missiles antiaériens (armées avec des 9K37 Buk-M1-2, pour la moyenne portée), tandis que les autres sont les bataillons d'artillerie/missiles antiaériens intégrés dans chaque brigade ou régiment de fusiliers motorisés ou de chars (ces bataillons sont armés avec des 9K330 Tor-M1, 2K22 Toungouska et 9K35 Strela-10, pour la courte portée). Les systèmes à longue portée dépendent de l'Armée de l'air russe.
Un bataillon antiaérien comprend trois batteries (chacune avec quatre systèmes d'armes), un peloton radar, un peloton d'appui au combat (protection rapprochée, transport motorisé et approvisionnement en missiles) et un peloton de soutien (maintenance, transport, cuisine et hygiène).

### Régiments endivisionnés
- 1er régiment de missiles antiaériens, à Naro-Fominsk (106e division aéroportée) ;
- 3e régiment de missiles antiaériens, à Novorossiïsk (7e division aéroportée) ;
- 4e régiment de missiles antiaériens (76e division aéroportée) ;
- 5e régiment de missiles antiaériens, à Ivanovo (98e division aéroportée) ;
- 22e régiment indépendant de missiles antiaériens de la Garde, à Kaliningrad (11e corps) ;
- 288e régiment de missiles antiaériens, unité n° 54824, à Tchebarkoul (90e division) ;
- 358e régiment de missiles antiaériens de la Garde Prikarpatsko-Gneznenski (« des Précarpates et de Gniezno », titre honorifique donné pour commémorer l'offensive Dniepr-Carpates en mars-avril 1944 et celle Vistule-Oder en janvier 1945), à Volgograd (20e division) ;
- 538e régiment de missiles antiaériens de la Garde Tarnopolski (« de Tarnopol », pour sa conquête en avril 1944), no 51383, à Naro-Fominsk (4e division) ;
- 673e bataillon de missiles antiaériennes, à Smolensk (144e division) ;
- 933e régiment de missiles antiaériens Verkhnedniprovski (« du Dniepr supérieur », pour la bataille du Dniepr de septembre à décembre 1943), no 15269, à Millerovo (150e division) ;
- 988e régiment de missiles antiaériens, no 81594, à Gyumri en Arménie (102e base militaire russe) ;
- 1096e régiment indépendant de missiles antiaériens, no 83576, à Sébastopol (22e corps) ;
- 1117e régiment de missiles antiaériens, no 51382, à Golitsyno (2e division) ;
- 1143e régiment de missiles antiaériens, dans l'oblast de Belgorod (3e division) ;
- 1171e régiment de missiles antiaériens, no 65484, à Oussouriïsk (127e division) ;
- 1203e détachement de missiles antiaériens, en Tchétchénie (42e division) ;
- détachement de missiles antiaériens, à Agudzera et Tskuara en Abkhazie (7e base militaire russe).

### Brigades autonomes
- 5e brigade de missiles antiaériens, no 74429, à Lomonossov (6e armée) ;
- 8e brigade de missiles antiaériens Shavlinskaïa (« de Chavli », pour sa conquête en juillet 1944), no 36411, à Oussouriïsk (5e armée) ;
- 28e brigade de missiles antiaériens, no 71316, à Mirny dans l'oblast de Kirov (district militaire central) ;
- 35e brigade de missiles antiaériens de la Garde, no 34696, à Oulan-Oudé (36e armée) ;
- 38e brigade de missiles antiaériens, no 47836, à Ptichnik dans l'oblast autonome juif (district militaire est) ;
- 49e brigade de missiles antiaériens, no 21555, à Krasnyi Bor dans l'oblast de Smolensk (1re armée) ;
- 53e brigade de missiles antiaériens de la Garde, no 32406, à Koursk (20e armée) ;
- 61e brigade de missiles antiaériens, no 31466, à Biïsk (41e armée) ;
- 67e brigade de missiles antiaériens, no 32383, à Vladikavkaz (58e armée) ;
- 71e brigade de missiles antiaériens de la Garde, no 01879, à Belogorsk (35e armée) ;
- 77e brigade de missiles antiaériens, no 33742, à Korenovsk (district militaire sud) ;
- 78e brigade de missiles antiaériens, dans l'oblast de Rostov (8e armée) ;
- 90e brigade de missiles antiaériens, no 54821, à Afipski dans le kraï de Krasnodar (49e armée) ;
- 140e brigade de missiles antiaériens Borisovskaïa (« de Borissov », pour sa reprise en juillet 1944), no 32390, à Domna dans le kraï de Transbaïkalie (29e armée) ;
- 202e brigade de missiles antiaériens, no 43034, à Naro-Fominsk (district militaire ouest) ;
- 297e brigade de missiles antiaériens, no 02030, à Leonidovka dans l'oblast de Penza (2e armée).